# 狂热海运科维尔氏菌
狂热海运科维尔氏菌（学名：Colwellia marinimaniae）是科尔韦氏菌属的下属物种。此物种是一种革兰氏阴性、过氧化氢酶阳性、氧化酶阳性且嗜压、兼性嗜冷的杆状细菌。此物种最早在深海挑战（DEEPSEA CHALLENGE）探险期间，从马里亚纳海沟挑战者深渊获得的片脚类甲壳类动物中分离出来。

## 历史
在深海挑战（DEEPSEA CHALLENGE）探险期间，从10918米深处的一种腐烂的片脚类动物Hirondellea gigas身上采集出样本 。狂热海运科维尔氏菌的模式菌株（MTCD1T）从这些样本中分离出来。

## 词源
新拉丁属格阴性名词“marinimaniae”，来源于Marine Mania（一个位于关岛的高中科学小组），用以纪念他们而命名。

## 系统发育学分类
基于16S rRNA基因序列的系统发育分析表明菌株MTCD1T属于科尔韦氏菌属。菌株MTCD1T与科尔韦氏菌属的其他物种包括海科维尔氏菌、嗜压科维尔氏菌、冷红科维尔氏菌的16S rRNA基因序列相似性分别为95.7%、95.5%和95.2%。

## 描述
狂热海运科维尔氏菌是一种厌氧、嗜盐且化能有机营养的革兰氏阴性菌。在液体培养基上，它能够在80至140MPa（最佳120MPa）的压力，最佳6°C左右的条件下生长，因此它是一种嗜压、兼性嗜冷的生物 。它的细胞是直至杆状的，长0.8µm至1.2µm，宽0.4µm至0.5µm。它的过氧化氢酶和氧化酶测试呈阳性。菌落呈浅米色、直径为0.5mm至1.0mm。